# Ugo Ukah
Ugochukwu "Ugo" Ukah (ur. 18 stycznia 1984 w Parmie) – nigeryjski piłkarz występujący na pozycji obrońcy w malezyjskim klubie Selangor FA.

## Kariera klubowa
Karierę seniorską zaczynał w klubie Polisportiva Brescello. Rok później przeniósł się do Reggiany, jednak nie rozegrał w niej żadnego spotkania. W sezonie 2003/04 rozgrywał mecze w drużynie ACD Truentina Castel di Lama. Przez kolejny rok Ukah był zawodnikiem FC Pro Vasto.
Sezon 2005/06 oznaczał dla niego przeprowadzkę do angielskiego klubu Queens Park Rangers FC. Zagrał tam tylko w jednym meczu – 20 sierpnia 2005 roku z Coventry (0:3).
Nigeryjczykowi nie ułożyło się w Anglii, co spowodowało jego powrót do Włoch, a dokładnie do klubu Serie C – Giulianova Calcio.
Pół roku później, po wygaśnięciu kontraktu z włoskim klubem, na zasadzie wolnego transferu Ukah przeszedł do łódzkiego Widzewa. W jego barwach zadebiutował 27 lipca 2007 roku, w spotkaniu z Zagłębiem Lubin, przegranym przez Widzew 1:2. W pierwszym sezonie gry w "czerwono-biało-czerwonych" zagrał w 24 spotkaniach. Widzew zajął ostatecznie 15. miejsce w Ekstraklasie i spadł do I ligi.
Pierwszą bramkę dla Widzewa strzelił 14 września 2008 roku, w wygranym 2:1 spotkaniu I ligi ze Stalą Stalowa Wola. Zajął z klubem 1. miejsce w lidze i awansował do Ekstraklasy, lecz z powodu decyzji PZPN w związku z aferą korupcyjną, łódzki zespół musiał jeszcze jeden sezon występować w rozgrywkach I ligi. W sezonie 2009/10 ponownie wywalczył awans z Widzewem do najwyższej klasy rozgrywek w Polsce.
5 marca 2011 roku Ukah zdobył swoją pierwszą bramkę w Ekstraklasie, w meczu z Koroną Kielce. 16 kwietnia obrońca zaliczył swój setny mecz w barwach Widzewa, przeciwko Ruchowi Chorzów (0:0). 13 sierpnia 2012 roku został zawodnikiem Jagiellonii Białystok. W białostockim klubie Ukah rozegrał 53 spotkania ligowe, w których strzelił 1 bramkę. Po sezonie 2013/14 Jagiellonia nie podpisała nowej umowy z zawodnikiem a jego obowiązujący kontrakt wygasa z końcem czerwca 2014 roku.

### Statystyki kariery
| Sezon       | Klub                     | Kraj   | Rozgrywki            | Mecze | Bramki |
| ----------- | ------------------------ | ------ | -------------------- | ----- | ------ |
| 2001/02 (w) | US Brescello             | Włochy | Serie C2/B           | -     | -      |
| 2002/03 (j) | US Brescello             | Włochy | Serie C2/B           | -     | -      |
| 2002/03 (w) | AC Reggiana              | Włochy | Serie C1/A           | 0     | 0      |
| 2003/04     | ACD Truentina            | Włochy | Serie D/F            | 30    | 0      |
| 2004/05     | FC Pro Vasto             | Włochy | Serie C2/C           | 25    | 0      |
| 2005/06     | Queens Park Rangers      | Anglia | Championship         | 1     | 0      |
| 2006/07 (j) | Queens Park Rangers      | Anglia | Championship         | 0     | 0      |
| 2006/07 (w) | Giulianova Calcio        | Włochy | Serie C1/B           | 13    | 0      |
| 2007/08     | Widzew Łódź              | Polska | I liga               | 24    | 0      |
| 2008/09     | Widzew Łódź              | Polska | I liga               | 27    | 1      |
| 2009/10     | Widzew Łódź              | Polska | I liga               | 28    | 0      |
| 2010/11     | Widzew Łódź              | Polska | Ekstraklasa          | 12    | 1      |
| 2011/12     | Widzew Łódź              | Polska | T-Mobile Ekstraklasa | 22    | 0      |
| 2012/13     | Jagiellonia Białystok    | Polska | T-Mobile Ekstraklasa | 23    | 0      |
| 2013/14     | Jagiellonia Białystok    | Polska | T-Mobile Ekstraklasa | 30    | 1      |
| 2013/14     | Jagiellonia II Białystok | Polska | III Liga             | 1     | 0      |

## Kariera reprezentacyjna
15 listopada 2011 roku Ukah zadebiutował w reprezentacji kraju w towarzyskim meczu z Zambią, zakończonym zwycięstwem 2:0.

## Życie prywatne
Ukah posiada także obywatelstwo włoskie.

## Sukcesy
FK Čukarički
- Puchar Serbii (1): 2014/15[10]